# Semiothisa distans
Semiothisa distans är en fjärilsart som beskrevs av Butler 1881. Semiothisa distans ingår i släktet Semiothisa och familjen mätare. Inga underarter finns listade i Catalogue of Life.